# Der Auftrag (Drama)
Der Auftrag ist ein Drama von Heiner Müller. Es trägt den Untertitel Erinnerung an eine Revolution. Die Uraufführung des 1979 geschriebenen Schauspiels war am 12. November 1980 in der Berliner Volksbühne (Regie: Heiner Müller und Ginka Tscholakowa).

## Handlung
Müller schildert in dem Stück Der Auftrag den gescheiterten Versuch dreier Abgesandter der Französischen Revolution, auf Jamaika einen Sklavenaufstand zu initiieren und auf diese Weise die Revolution in die Karibik zu exportieren. Bevor sie ihren Auftrag erfüllen können, übernimmt Napoleon in Frankreich die Macht, und die Regierung, die ihnen den Auftrag erteilte, ist nicht mehr im Amt. „Die Welt wird was sie war, eine Heimat für Herren und Sklaven. (…) Ich entlasse uns aus unserm Auftrag. Dich, Galloudec, den Bauern aus der Bretagne. Dich, Sasportas, den Sohn der Sklaverei. Mich, Debuisson.“ (Der Auftrag).
Das Motiv des Auftrags wird auf vielfältige Weise reflektiert und auf verschiedenen Ebenen der Handlung variiert. In der Exposition übergibt ein Matrose einen Brief von Galloudec an den ehemaligen Auftraggeber Antoine, der jetzt, unter den neuen Verhältnissen, im Untergrund leben muss. Galloudec meldet ihm, dass der Auftrag gescheitert sei. Der schwarze Mitkämpfer Sasportas sei in Port Royal gehängt worden, während es Debuisson, dem Sohn von Sklavenhaltern, gut gehe. Die eigentliche Handlung – die konspirative Arbeit der drei Emissäre auf Jamaika – wird nun als Rückblende erzählt. Nach ihrer Ankunft in Port Royal probieren sie ihre „Masken“ aus, mit denen sie ihre revolutionären Absichten verbergen müssen. Während Debuisson die Rolle des Sklavenhalters mühelos spielt, fallen Galloudec und Sasportas beim Versuch, ihre Gesinnung zu verleugnen, mehrfach aus der Rolle. Der Anblick eines gemarterten schwarzen Sklaven in einem Käfig wird zur ersten Nagelprobe, ob die „Masken“ halten. Debuisson warnt vor Ungeduld („einem können wir nicht helfen“ – Der Auftrag). Es folgt ein dreiteiliges Spiel im Spiel: Die allegorische Figur ErsteLiebe nimmt den scheinbar reumütig heimgekehrten Sohn Debuisson wieder in den Schoß der Familie auf. Im „Theater der weißen Revolution“ spielen Sasportas und Galloudec die Konfrontation zwischen Robespierre und Danton als Kasperspiel und schlagen sich gegenseitig die Pappköpfe ein. Sasportas erklärt das Theater der weißen Revolution für beendet und verurteilt Debuisson zum Tode, „weil deine Haut weiß ist“ (Der Auftrag).
Es folgt ein Prosatext – ein Monolog in Ich-Form. Ein Mann befindet sich in einem Fahrstuhl auf dem Weg zu seinem Chef, der einen Auftrag für ihn hat. Doch er kommt nie bei diesem Chef an. Stattdessen steht er plötzlich ohne Auftrag auf einer Dorfstraße in Peru – in einer Welt, deren Koordinaten er nicht kennt und in der ihm sein europäisches Wissen nicht hilft. Der Monolog mündet in die Begegnung mit einem bedrohlichen Antipoden: „Einer von uns wird überleben“ (Der Auftrag).
Debuisson, Galloudec und Sasportas erhalten die Nachricht, dass Napoleon das Direktorium aufgelöst hat und ihr Auftrag hinfällig ist. Während der revolutionsmüde Debuisson seine Position als Sklavenhalter gern wieder einnimmt, ist für Sasportas und Galloudec die Revolution keineswegs beendet. Die „schwarze Revolution“, zu deren Wortführer sich Sasportas macht, löst die „weiße Revolution“ ab. Galloudecs Brief vom Stückanfang mit der Nachricht, dass Sasportas gehängt wurde, lässt jedoch darauf schließen, dass auch sie vorerst gescheitert ist und die Erfüllung des Auftrags weiterhin offenbleibt.

## Entstehung
Im Frühling 1978 fuhr Heiner Müller in die Vereinigten Staaten. Auf der Rückfahrt hielt er sich in Mexiko auf, das während des Faschismus Exil-Land für mehrere deutsche Dichter war, darunter Anna Seghers. Seghers sammelte dort Material für ihre „karibische Trilogie“, deren dritte Erzählung, Das Licht auf dem Galgen (1961 erschienen), zur literarischen Vorlage für den Auftrag wird.
Müller beschreibt, dass ihn an der Erzählung „vor allem das Motiv des Verrats“ interessierte: „Die Seghers beschreibt das so: Beim Halt auf einem Hügel in Jamaika, als in dem Jakobiner Debuisson – er hat die Nachricht vom 18. Brumaire bekommen und weiß, dass die Revolution vorbei ist – zum ersten Mal ‚die Stimme des Verrats‘ zu sprechen beginnt, sieht er zum ersten Mal, wie schön Jamaika ist. Schreiben konnte ich das Stück erst nach einem Aufenthalt in Mexico und in Puerto Rico. Vorher hatte ich keine Dramaturgie dafür. In Mexico fand ich die Form. Der 2. Teil des Fahrstuhl-Texts in dem Stück ist ein Traumprotokoll, der Traum das Produkt eines Nachtgangs von einem abgelegenen Dorf zur Hauptverkehrsstraße nach Mexico City, auf einem Feldweg zwischen Kakteenfeldern, kein Mond, kein Taxi. Ab und zu tauchten Gestalten wie von Goya-Bildern auf, gingen an uns vorbei, manchmal mit Taschenlampen, auch mit Kerzen. Ein Angst-Gang durch die Dritte Welt. (…) Mich hat immer die Erzählstruktur von Träumen interessiert, das Übergangslose, die Außerkraftsetzung von kausalen Zusammenhängen.“

## Inszenierungen (Auswahl)
- 1981 Karl-Marx-Stadt, Städtisches Theater, Regie: Axel Richter
- 1981 Frankfurt am Main, Kammerspiele, Regie: Wilfried Minks
- 1981 Stuttgart, Württembergisches Staatstheater, Regie: Hansgünther Heyme / Paul Schalich
- 1983 Theater Anklam, Regie: Frank Castorf
- 1986 Bayerisches Staatsschauspiel München, Regie: Herbert König
- 1989 Frankreich, Festival d’Avignon, Regie: Matthias Langhoff
- 1992 Köln, Schauspiel, Regie: Dimiter Gotscheff
- 1994 Komsomolsk am Amur, Theater KnAm, Regie: Kay Wuschek russische Erstaufführung, Übersetzung: Sergej Gladkich
- 1996 Schauspiel Leipzig, Regie: Konstanze Lauterbach
- 1997 Staatsschauspiel Dresden, Regie: Hasko Weber
- 1998 Neue Bühne Senftenberg, Regie: Michael Thalheimer
- 2004 Haus der Berliner Festspiele, Regie: Ulrich Mühe
- 2014 Havanna, Nationaltheater, Regie: Mario Guerra
- 2015 Schauspiel Hannover, Regie: Tom Kühnel/Jürgen Kuttner[4]

## Verfilmung
Der Auftrag – Erinnerung an eine Revolution, Deutschland 2004. Regie: Ulrich Mühe; u. a. mit Florian Lukas, Christiane Paul, Ekkehard Schall, Herbert Knaup, Udo Samel, Inge Keller, Heike Kroemer. Wurde u. a. auf ZDFkultur gesendet. Inszenierung im Haus der Berliner Festspiele.

## Textausgaben (Auswahl)
- Heiner Müller: Werke 5. Die Stücke – 3. Hrsg. von Frank Hörnigk, Suhrkamp Verlag Frankfurt am Main 2002, ISBN 3-518-40887-9.
- Heiner Müller: Der Auftrag und andere Revolutionsstücke (Herausgegeben von Uwe Wittstock), Reclam, Stuttgart 2005 (Reclams Universal-Bibliothek Nr. 8470) ISBN 978-3-15-008470-0.
- Х. Мюллер: Поручение ('Der Auftrag'), Russisch von Sergej Gladkich, Bühnenmanuskript, HenschelSCHAUSPIEL